# Cephalocera decepta
Cephalocera decepta är en tvåvingeart som beskrevs av Hesse 1969. Cephalocera decepta ingår i släktet Cephalocera och familjen Mydidae. Inga underarter finns listade i Catalogue of Life.